# CP 25 Anos
CP 25 Anos é o quinto álbum de vídeo da banda de forró eletrônico Calcinha Preta, gravado no Miami Hall, em Aracaju, no dia 5 de fevereiro de 2020. O show, apresentado pelos digitais influencers Carlinhos Maia e Lucas Guimarães, contou com as participações de Gusttavo Lima, Wesley Safadão, Márcia Fellipe, Raí Saia Rodada, MC Jottapê e Wallas Arrais.
Contando com a sua formação original (Daniel Diau, Paulinha Abelha, Silvânia Aquino e Bell Oliver), o álbum conta com mais de 500 milhões de streams no Youtube e Spotify. 

## Lista de faixas
| N.º            | Título                                                                           | Compositor(es)                                            | Intérprete(s)                                              | Duração |  |
| 1.             | "Desilusão"                                                                      | Beto Ramos                                                | Daniel Diau                                                | 3:29    |  |
| 2.             | "Hoje à Noite (Alone)"                                                           | Billy Steinberg, Tom Kelly (Versão: Nelson Nascimento)    | Daniel Diau, Silvânia Aquino                               | 3:38    |  |
| 3.             | "Pot-pourri: Mágica / E o Vento Levou"                                           | Chrystian Lima, Beto Caju, Ivo Lima                       | Daniel Diau                                                | 4:38    |  |
| 4.             | "Agora Estou Sofrendo" (Part. Gusttavo Lima)                                     | Edu Falaschi, Rafael Bittencourt (Versão: Gilton Andrade) | Daniel Diau                                                | 4:00    |  |
| 5.             | "Um Degrau na Escada" (Part. Gusttavo Lima)                                      | Zé Henrique, Sérgio Knust, Marcelão, Carlos Colla         | Daniel Diau                                                | 4:11    |  |
| 6.             | "Baby Doll"                                                                      | Louro Santos                                              | Paulinha Abelha                                            | 4:04    |  |
| 7.             | "Pot-pourri: Dois Amores, Duas Paixões / Manchete dos Jornais"                   | Beto Caju, Chrystian Lima, Ivo Lima                       | Daniel Diau, Silvânia Aquino                               | 5:14    |  |
| 8.             | "Conta de Luz" (Part. Wesley Safadão)                                            | Adryel Lima, Bruninho Moral, PV Alves, Thiago Setthe      | Daniel Diau                                                | 2:40    |  |
| 9.             | "Como Vou Deixar Você?" (Part. Wesley Safadão)                                   | Carlos, Lyon                                              | Daniel Diau                                                | 3:40    |  |
| 10.            | "Pot-pourri: Cobertor / Onde o Sonho Mora"                                       | Chrystian Lima, Michael Sullivan, Carlinhos Conceição     | Daniel Diau, Silvânia Aquino, Paulinha Abelha, Bell Oliver | 3:25    |  |
| 11.            | "Pot-pourri: Por Amor / O Que é Que Eu Vou Fazer?"                               | Chrystian Lima, Ivo Lima                                  | Daniel Diau, Silvânia Aquino                               | 4:14    |  |
| 12.            | "Daniela" (Part. Raí Saia Rodada)                                                | Caio Costta                                               | Bell Oliver                                                | 2:52    |  |
| 13.            | "Motel de BR" (Part. Wallas Arrais)                                              | Adryel Lima, PV Compositor                                | Bell Oliver                                                | 2:41    |  |
| 14.            | "Pot-pourri: Sonho Lindo / Vem Me Deixar Louca"                                  | Nelson Matos, Bispo Júnior, Louro Santos                  | Paulinha Abelha                                            | 3:46    |  |
| 15.            | "Pot-pourri: Eu Vim Pra Te Ver / Vem Ver a Calcinha Preta / A Moçada é Só Filé!" | Gilton Andrade                                            | Daniel Diau, Silvânia Aquino, Paulinha Abelha, Bell Oliver | 3:58    |  |
| 16.            | "Não Sei Voar"                                                                   | Elvis Pires                                               | Silvânia Aquino                                            | 3:15    |  |
| 17.            | "Perdeu Playboy" (Part. Márcia Fellipe)                                          | Benício Neto, Bruno Cesar                                 | Silvânia Aquino                                            | 2:48    |  |
| 18.            | "Você Não Vale Nada"                                                             | Dorgival Dantas                                           | Bell Oliver, Silvânia Aquino                               | 4:03    |  |
| 19.            | "Balada Prime"                                                                   | Beto Caju, Renato Moreno                                  | Bell Oliver                                                | 3:04    |  |
| 20.            | "Tchau Pro Seu Amor" (Part. MC Jottapê)                                          |                                                           | Paulinha Abelha                                            | 2:09    |  |
| 21.            | "Excitadinha"                                                                    |                                                           | Paulinha Abelha, Bell Oliver                               | 2:54    |  |
| Duração total: | Duração total:                                                                   | Duração total:                                            | Duração total:                                             | 1:14:45 |  |

### Problema na produção
Uma chuva torrencial atrapalhou e encerrou a gravação do DVD. Com isso, oito músicas deixaram de ser gravadas, incluindo a que teria participação da dupla Edu & Maraial. Apesar disso, a banda já anunciou que as canções serão gravadas posteriormente para completar o registro audiovisual.
No início da gravação, logo após a abertura, o show teve que ser interrompido por um tempo após um princípio de incêncio na estrutura do palco, chegando a sair faíscas de um dos equipamentos.